# Timms Hill
Der Timms Hill, oder auch Timm’s Hill, ist mit seinen 595 Metern die höchste Erhebung des Price County und des US-Bundesstaates Wisconsin. Er liegt im Timms Hill County Park, einem nach ihm benannten, kleinen Naturpark, welcher als Erholungsgebiet dient. Auf seinem Gipfel befindet sich eine hölzerne Aussichtswarte, welche früher als Feuerausblicksturm diente.

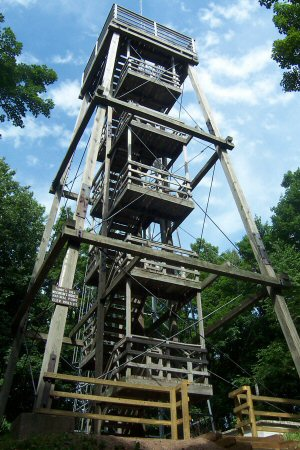
Der Aussichtsturm am Gipfel